# جانيس إيلين فوس
جانيس إيلين فوس (8 أكتوبر 1956 – 6 فبراير 2012) وهي مهندسة أمريكية ورائدة فضاء في وكالة ناسا الفضائية. صعدت إلى الفضاء خمس مرات، مشاركة بذلك في تسجيل الرقم القياسي للمرأة الأمريكية. توفت فوس في 6 فبراير 2016، نتيجة لسرطان الثدي.

## مرحلة التعليم
تخرجت فوس من مدرسة مينيشوغ الثانوية الإقليمية في ويلبراهم بولاية ماساتشوستس في عام 1972. حصلت على درجة البكالوريوس في الهندسة من جامعة بيردو بينما كانت تعمل كمتطوعة في مركز جونسون للفضاء. حصلت على درجة الماجيستير في الهندسة الكهربائية وعلوم الكمبيوتر من معهد ماساتشوستس للتكنولوجيا في عام 1971. بعد دراسة الفيزياء الفضائية في جامعة رايس من عام 1971 وحتى عام 1978، حصلت على درجة الدكتوراه في علم الطيران والملاحة الفضائية من معهد ماساتشوستس للتكنولوجيا في عام 1987.

## الحياة العملية
تم اختيار فوس لترشيحها كرائد فضاء في عام 1990، وصعدت إلى الفضاء كخبير للبعثة في المهام التالية: STS-57 لعام 1993، STS-63 عام 1995، STS-83 عام 1997، STS-94 عام 1997، وأخيرا المهمة STS-99 في عام 2000. وشملت جميع رحلاتها إلى الفضاء أنثي آخري غيرها.
خلال مسيرتها المهنية كرائدة فضاء، شاركت في أول انطلاق لمكوك حول محطة مير الفضائية في المهمة STS 63؛ حيث حلقت حول المحطة واختبرت الاتصالات ومناورات الطيران في مهام لاحقة، لكنها لم ترسو على أي مكان في مهماتها. وبصفتها أحد أفراد الطاقم في مهمة STS 99 في بعثة المكوك الفضائي الراديوي، عملت هي وزملائها من أعضاء الطاقم باستمرار في نوبات لإنتاج، ما كان في ذلك الوقت، الخريطة الطبوغرافية الرقمية الأكثر دقة للأرض.
من أكتوبر 2004 إلى نوفمبر 2007، كانت تعمل مديرة العلوم في المرصد الفضائي كيبلر، التابع لناسا، وهو عبارة عن قمر صناعي يدور حول الأرض تم تصميمه للعثور على كواكب خارج المجموعة الشمسية وتشبه الأرض في خصائصها ولكن في مجموعات شمسية قريبة. تم إطلاق هذا المرصد عام 2009 في شهر مارس، وكان لا يزال يعمل في وقت وفاتها في سن ال55 بسبب سرطان الثدي.

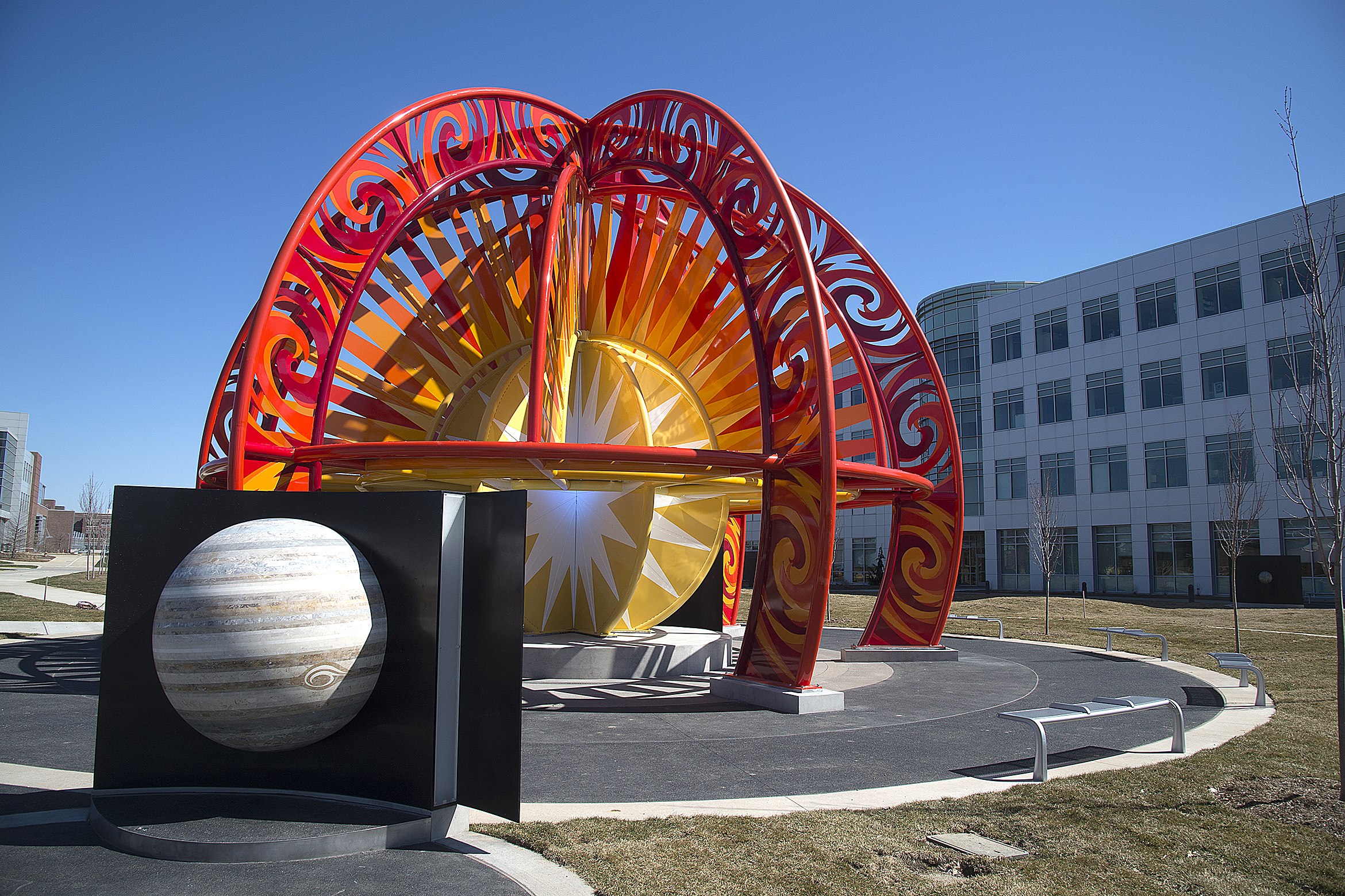
حجر الزاوية في معرض "زيارة نظامنا الشمسي" التفاعلي في ديسكفري بارك وهو عبارة عن تصميم للشمس، الذي يبلغ قطرها 45 قدماً. تحيط الكواكب بشمس فوس، والكواكب هي؛ عطارد، الزهرة، الأرض، المريخ، المشتري، زحل، أورانوس ونبتون. حيث يصطفوا في مجموعة منحنية من الجدران التي يبلغ ارتفاعها 6 أقدام.

في فرع محطة الفضاء، شغلت منصب قائد الحمولات، كما عملت في شركة Orbital Sciences في دعم عمليات الطيران.

## كوكبة الدجاجة
سُميت كبسولة كوكبة الدجاجة سي آر سي أورب – 2 باسم جانيس فوس تكريماً لها.

## النموذج فوس
يعد نموذج فوس مقياساً متدرجاً للنظام الشمسي، تم تصميمه بواسطة جانيس فوس، ويقع في ديسكفري بارك بجامعة بيردو في ويست لافايين، إنديانا.